# Équipe d'Afrique du Sud de football à la Coupe du monde 1998
Cet article relate le parcours de l’équipe d'Afrique du Sud de football lors de la Coupe du monde de football de 1998 organisée en France du 10 juin au 12 juillet 1998. C'est la première participation du pays à la compétition.

## Le parcours en phase finale

### Groupe C
| Match 7                                                   | France                                     | 3 - 0   | Afrique du Sud | Stade Vélodrome, Marseille                                 |                                                            |
| 12 juin 1998 · 21 h 0 (UTC+1) · Historique des rencontres | Dugarry 36e · Issa 77e (csc) · Henry 90+2e | (1 - 0) |                | Spectateurs : 55 000 Arbitrage : Márcio Rezende de Freitas | Spectateurs : 55 000 Arbitrage : Márcio Rezende de Freitas |
| 12 juin 1998 · 21 h 0 (UTC+1) · Historique des rencontres | Petit 28e · Deschamps 53e · Zidane 75e     | Rapport | 39e Jackson    | Spectateurs : 55 000 Arbitrage : Márcio Rezende de Freitas | Spectateurs : 55 000 Arbitrage : Márcio Rezende de Freitas |

| France | Afrique du Sud |

| FRANCE :        |    |                    |     |     |
|                 |    |                    |     |     |
| Gardien de but  | 16 | Fabien Barthez     |     |     |
|                 | 03 | Bixente Lizarazu   |     |     |
|                 | 08 | Marcel Desailly    |     |     |
|                 | 05 | Laurent Blanc      |     |     |
|                 | 15 | Lilian Thuram      |     |     |
|                 | 17 | Emmanuel Petit     | 28e | 73e |
|                 | 07 | Didier Deschamps   | 53e |     |
|                 | 06 | Youri Djorkaeff    |     | 84e |
|                 | 10 | Zinédine Zidane    | 75e |     |
|                 | 12 | Thierry Henry      |     |     |
|                 | 09 | Stéphane Guivarc'h |     | 26e |
| Remplaçants :   |    |                    |     |     |
|                 | 21 | Christophe Dugarry |     | 26e |
|                 | 14 | Alain Boghossian   |     | 73e |
|                 | 20 | David Trezeguet    |     | 84e |
| Sélectionneur : |    |                    |     |     |
| Aimé Jacquet    |    |                    |     |     |

| AFRIQUE DU SUD :   |    |                   |     |     |
|                    |    |                   |     |     |
| Gardien de but     | 01 | Hans Vonk         |     |     |
|                    | 19 | Lucas Radebe      |     |     |
|                    | 05 | Mark Fish         |     |     |
|                    | 21 | Pierre Issa       |     |     |
|                    | 03 | David Nyathi      |     |     |
|                    | 04 | Willem Jackson    | 39e |     |
|                    | 07 | Quinton Fortune   |     |     |
|                    | 10 | John Moshoeu      |     |     |
|                    | 12 | Brendan Augustine |     | 56e |
|                    | 17 | Benedict McCarthy |     | 89e |
|                    | 06 | Phil Masinga      |     |     |
| Remplaçants :      |    |                   |     |     |
|                    | 11 | Helman Mkhalele   |     | 56e |
|                    | 09 | Shaun Bartlett    |     | 89e |
| Sélectionneur :    |    |                   |     |     |
| Philippe Troussier |    |                   |     |     |

| 18 juin 1998 | Afrique du Sud | 1 - 1   | Danemark    | Stadium municipal, Toulouse                       |                                                   |
| 17:30        | McCarthy 52e   | (0 - 1) | Nielsen 13e | Spectateurs : 33 300 Arbitrage : John Toro Rendón | Spectateurs : 33 300 Arbitrage : John Toro Rendón |
| 17:30        | (Rapport)      |         |             | Spectateurs : 33 300 Arbitrage : John Toro Rendón | Spectateurs : 33 300 Arbitrage : John Toro Rendón |

| 24 juin 1998 | Afrique du Sud             | 2 - 2   | Arabie saoudite                              | Parc Lescure, Bordeaux                                |                                                       |
| 16:00        | Bartlett 19e, 90+4e (pen.) | (1 - 1) | Al-Jaber 45e (pen.) · Al-Thuniyan 74e (pen.) | Spectateurs : 31 800 Arbitrage : Mario Sánchez Yantén | Spectateurs : 31 800 Arbitrage : Mario Sánchez Yantén |
| 16:00        | (Rapport)                  |         |                                              | Spectateurs : 31 800 Arbitrage : Mario Sánchez Yantén | Spectateurs : 31 800 Arbitrage : Mario Sánchez Yantén |

Classement
|   | Équipe          | Pts | J | G | N | P | Bp | Bc | Diff |
| 1 | France          | 9   | 3 | 3 | 0 | 0 | 9  | 1  | +8   |
| 2 | Danemark        | 4   | 3 | 1 | 1 | 1 | 3  | 3  | 0    |
| 3 | Afrique du Sud  | 2   | 3 | 0 | 2 | 1 | 3  | 6  | -3   |
| 4 | Arabie saoudite | 1   | 3 | 0 | 1 | 2 | 2  | 7  | -5   |

| 6  | 12 juin 1998 | Arabie saoudite | 0 - 1 | Danemark        |
| 7  | 12 juin 1998 | France          | 3 - 0 | Afrique du Sud  |
| 21 | 18 juin 1998 | Afrique du Sud  | 1 - 1 | Danemark        |
| 22 | 18 juin 1998 | France          | 4 - 0 | Arabie saoudite |
| 37 | 24 juin 1998 | France          | 2 - 1 | Danemark        |
| 38 | 24 juin 1998 | Afrique du Sud  | 2 - 2 | Arabie saoudite |